# オーティス・スパン
オーティス・スパン（Otis Spann、1924年もしくは1930年3月21日 – 1970年4月24日、米国ミシシッピ州） はアメリカのブルース・ミュージシャンであり、戦後のシカゴ・ブルースの主要ピアニストであるとされている。マディ・ウォーターズのバンドへの長きに渡る参加で知られている。

## 来歴

### 幼少時
スパンの初期の来歴については、資料によって異なった記載がなされている。彼は1930年にミシシッピ州ジャクソンで生まれたという資料もあるが 、研究者のボブ・イーグルとエリック・ルブランは、国勢調査の記録やその他の公式情報に基づいて、1924年にミシシッピ州ベルゾーナで生まれたと結論付けている。 
いくつかの情報源によると、スパンの父親はフライデー・フォード（英語: Friday Ford）と呼ばれるピアニストであった。彼の母親であるジョセフィン・アービー（英語: Josephine Erby）はメンフィス・ミニーやベッシー・スミスと共に活動したギタリストであり、彼の継父であるフランク・ヒューストン・スパン（英語: Frank Houston Spann）は牧師かつミュージシャンであった。 5人兄弟の1人であるスパンは7歳のときに、父や祖父、リトル・ブラザー・モンゴメリーからの指導を受けてピアノを弾き始めた 。

### ミュージシャンとしての活躍
14歳になった頃には、スパンはジャクソン界隈でバンド活動を始めていた。彼は1946年にシカゴに移り、ビッグ・メイシオ・メリウェザーに指導を受けている。彼はギタリストのモリス・ピジョー（英語: Morris Pejoe）と組みソロ活動を行ない、ティック・トック・ラウンジ（英語: Tic Toc Lounge）で定期的に演奏した。スパンはその独特のピアノ・スタイルで知られるようになった。彼は1952年後半にウォーターズのバンドに加入、1953年9月24日に彼らとの初のレコーディング・セッションに参加している。彼はウォーターズのバンド在籍中も、 ボ・ディドリーやハウリン・ウルフなど他のミュージシャンとの演奏活動や、ソロ・アーティストおよびセッション・プレーヤーとしてもレコーディングを続けた。彼は1968年までウォーターズのバンドに在籍している。
スパンのチェス・レコードに残したレコーディングには、自身の名義で1954年にリリースした「イット・マスト・ハヴ・ビーン・ザ・デヴィル（英語: It Must Have Been the Devil) / ファイブ・スポット（英語: Five Spot）」があり、これにはB.B.キングとジョディ・ウィリアムズがギタリストとして参加している。また、「ユー・キャント・キャッチ・ミー」のスタジオ版を含むチャック・ベリーの初期のレコードのいくつかにも参加している。1956年には、ビッグ・ウォルター・ホートンとロバート・ロックウッド・ジュニアと共に2つのトラックを録音したがリリースはされなかった。1960年8月23日にニューヨークで、ロックウッド、ボーカリストのセントルイス・ジミーと共に録音したセッションは、同年のアルバム『オーティス・スパン・イズ・ザ・ブルース』および死後の『ウォーキング・ザ・ブルース』として発売された。ストーリーヴィル・レコードにおいては、1963年のコペンハーゲンのセッションが録音された。彼は1964年にウォーターズ、エリック・クラプトンと共にデッカで、ジェイムズ・コットンと共にプレスティッジでレコーディングを行なっている。
1966年にABCブルースウェイより発表されたアルバム『The Blues Is Where It's At』には、ウォーターズに加えジョージ・ハーモニカ・スミス、サミー・ローホーンらが参加。また1967年の『ザ・ボトム・オブ・ザ・ブルース』では、妻ルシール・スパンをフィーチャーしている。1960年代後半にはその他、バディ・ガイやビッグ・ママ・ソーントン、ピーター・グリーン、フリートウッド・マックのアルバムに参加した。1967年にブルース・ギタリスト、サン・ルイスがプロデュースしたライブおよびスタジオでの演奏を収めた『Someday...』は2012年にシルク・シティ・レコード（英語: Silk City Records）から発売されている。
映像としては、ニューポート・ジャズ・フェスティバル（1960年）、アメリカン・フォーク・ブルース・フェスティバル（1963年）、ブルース・マスターズ（英語: The Blues Masters、1966年）、コペンハーゲン・ジャズ・フェスティバル（1968年）での演奏がDVDとして発売されている。

### 死没
スパンは1970年にシカゴにおいて肝臓癌で亡くなった。彼はイリノイ州アルシップのバー・オーク墓地に埋葬された。彼の墓は、キラー・ブルース・ヘッドストーン・プロジェクト（英語: Killer Blues Headstone Project）の代表スティーブ・ソルター（英語: Steve Salter）が《ブルース・レビュー（英語: Blues Review）》誌に、「このピアノの偉人は、墓標のない墓に眠っています。この悲惨な状況をなんとかしましょう」との手紙を書くまで、ほぼ30年間墓標をもたなかった。その後世界中のブルース愛好家が、墓石を購入するために寄付を送り、1999年6月6日、墓標はプライベート・セレモニーで除幕された。墓石には「オーティスは私たちが今まで聞いた中で最も深いブルースを演奏しました。彼は私たちの心の中で永遠に演奏します」と刻まれている。

## 遺産
1972年、アナーバー・ブルース・アンド・ジャズ・フェスティバルの会場は「オーティス・スパン・メモリアル・フィールド（英語: Otis Spann Memorial Field）」と名付けられた。「ヴィレッジ・ヴォイス」紙の評論家ロバート・クリストガウは同年、スパンを「最も偉大な現代のブルース・ピアニスト」と呼び、1981年には『Christgau's Record Guide: Rock Albums of the Seventies』に掲載された、1950年代と1960年代の音楽の「ベーシック・レコード・ライブラリ」にスパンのコンピレーション・アルバム『ウォーキング・ザ・ブルース』（1972年、バーナビー）を選出した。
1980年には、ブルースの殿堂入りを果たした。
2012年11月13日、スパンと彼の家族が1930年代から40年代にかけて過ごしたミシシッピ州ジャクソンのサウス・ローチ・ストリート（英語: South Roach Street）547番地にミシシッピ・ブルース・トレイルの標識が設置された。ここにはいとこでピアニストのリトル・ジョニー・ジョーンズの名前も併記されている。

## ディスコグラフィ

### リーダー/共同リーダーとして
- オーティス・スパン・イズ・ザ・ブルース（英語版） (キャンディド、1960年)
- Good Morning Mr. Blues (ストーリーヴィル、1963年)
- The Blues of Otis Spann (デッカ・レコード、1964年)
- ザ・ブルース・ネヴァー・ダイ！（英語版） (プレスティッジ、1965年)
- Chicago/The Blues/Today!, vol. 1 (ヴァンガード、1966年)
- Otis Spann's Chicago Blues (テスタメント（英語版）、1966年)（Nobody Knows My Troublesとしても知られる）
- The Blues Is Where It's At (ブルースウェイ、1966年)
- ザ・ボトム・オブ・ザ・ブルース（英語版） (ブルースウェイ、1968年)
- Cryin' Time (ヴァンガード、1969年)
- ザ・ビッゲスト・シング・シンス・コロサス（英語版） (ブルー・ホライズン（英語版）、1969年)
- The Everlasting Blues vs. Otis Spann (スピヴィー（英語版）、1969年)
- Up in the Queen's Pad (スピヴィー、1969年)
- Super Black Blues (Blues Time、1969年) – T-ボーン・ウォーカー、ビッグ・ジョー・ターナーとの共作
- スウィート・ジャイアント・オブ・ザ・ブルース（英語版） (Blues Time、1970年)
- ウォーキング・ザ・ブルース（英語版） (バーナビー（英語版）、1960年録音、1972年発売)
- Heart Loaded with Trouble (ブルースウェイ、1973年) - コンピレーション・アルバム
- Otis Rides Again (ピカデリー、1980年)
- Last Call: Live at Boston Tea Party (1970年録音、2000年発売)
- I Wanna Go Home (1964年–1969年録音、2003年発売)
- Complete Blue Horizon Sessions (1969年録音、2006年発売)
- Someday... (1967年録音、2012年発売)

### 他のアーティストの作品への参加
チャック・ベリー
- Rock Rock Rock! （チェス、1956年）
- アフター・スクール・セッション（チェス、1955年-1957年録音、1957年発売）
- チャック・ベリー・イズ・オン・トップ（チェス、1955年-1959年録音、1959年発売）

フリートウッド・マック
- ブルーズ・ジャム・イン・シカゴ（ブルーホライゾン、1969年）

バディ・ガイ
- ア・マン・アンド・ザ・ブルース（ヴァンガード、1968年）

ジョン・リー・フッカー
- Live at Cafe Au Go Go（ブルースウェイ、1967年）

ハウリン・ウルフ
- ハウリン・ウルフ （チェス、1962年発売）
- リアル・フォーク・ブルース（チェス、1956年-1964年録音、1965年発売）
- モア・リアル・フォーク・ブルース（チェス、1953年-1956年、1967年発売）

ロニー・ジョンスン
- See Rider （ストーリーヴィル、1964年）

フロイド・ジョーンズ＆エディー・テイラー
- Masters of Modern Blues Volume 3（テスタメント、1967年）

マディ・ウォーターズ
- シングス・ビッグ・ビル（チェス、1960年）
- マディ・ウォーターズ・アット・ニューポート（チェス、1960年）
- フォーク・シンガーズ（チェス、1964年）
- マディ、ブラス・アンド・ザ・ブルース（チェス、1966年）
- マッド・イン・ユア・イア（英語: Mud in Your Ear）（ミューズ、1967年 [1973年]）
- アフター・ザ・レイン（キャデット、1969年）
- ファーザーズ・アンド・サンズ（チェス、1969年）

ジョニー・シャインズ
- ラスト・ナイツ・ドリーム（英語: Last Night's Dream）（ブルーホライゾン、1969年）

スーパー・スーパー・ブルース・バンド（ハウリン・ウルフ、マディ・ウォーターズ、ボ・ディドリー）
- ザ・スーパー・スーパー・ブルース・バンド（チェッカー、1968年）

ジュニア・ウェルズ
- サウスサイド・ブルース・ジャム（英語: Southside Blues Jam）（デルマーク、1970年）

サニー・ボーイ・ウィリアムスンII
- ダウン・アンド・アウト・ブルース（チェス、1959年）
- リアル・フォーク・ブルース（チェス、1947年-1964年録音、1966年発売）